# Фредрик Линдстрьом
Фредрик Линдстрьом (на шведски: Fredrik Lindström; роден на 24 юли 1989 г., Бредбин) е шведски биатлонист, олимпийски шампион в щафетата 4х7,5 км и сребърен медалист в преследването на Зимни олимпийски игри 2018 в Пьонгчанг, бронзов медалист от Световното първенство през 2012 година в масовия старт и Световното първенство през 2013 година в индивидуалния старт.

## Успехи
Олимпийски игри:
- Шампион (1): 2018

Световно първенство:
- Бронзов медал (2): 2012, 2013

### Олимпийски игри
| Олимпиада      | Индивидуално | Спринт | Преследване | Масов старт | Щафета | Смесена щафета |
| -------------- | ------------ | ------ | ----------- | ----------- | ------ | -------------- |
| 2010 Ванкувър  | 77-о         | 38-о   | 33-то       | -           | 4-то   | НП             |
| 2014 Сочи      | 15-о         | 18-о   | 13-о        | 6-о         | 10-о   | -              |
| 2018 Пьонгчанг | 8-о          | 39-о   | 29-о        | 15-о        | Злато  | 11-о           |

- НП – Не се провежда на Олимпиадата във Ванкувър